# بيير إف. كوتيه
بيير إف. كوتيه هو محامي وسياسي كندي، ولد في 16 يوليو 1927 في مدينة كيبك في كندا، وتوفي في 17 يونيو 2013.